# Aleksandr Kisielow
Aleksandr Nikołajewicz Kisielow, ros. Александр Николаевич Киселёв (ur. 24 września?/7 października 1909 we wsi Kamienka w guberni twerskiej, zm. 2 października 2001 w Moskwie) – duchowny prawosławny, emigracyjny działacz młodzieżowy i religijno-społeczny, pisarz i wydawca, wiceprezydent Pomocy Ludowej Głównego Zarządu Cywilnego Komitetu Wyzwolenia Narodów Rosji i jednocześnie przewodniczący duchowieństwa Sił Zbrojnych Komitetu Wyzwolenia Narodów Rosji pod koniec II wojny światowej.

## Życiorys
W 1918 r. jego rodzina wyjechała do Estonii. Aleksandr N. Kisielow ukończył gimnazjum w Tartu. W tym czasie zaangażował się w działalność w ruchu skautowskim. Następnie działał w Rosyjskim Studenckim Ruchu Chrześcijańskim. Ukończył seminarium duchowne. Został wyświęcony na diakona, a potem kapłana. Od 1933 r. pełnił funkcję proboszcza cerkwi Zaśnięcia Bogurodzicy w Narwie. Od 1935 r. przewodniczył organizacji cerkiewnej estońskiego oddziału Rosyjskiego Studenckiego Ruchu Chrześcijańskiego. Brał udział w jego zjeździe we Francji. W 1938 r. objął probostwo cerkwi św. Mikołaja w dzielnicy Koppel w Tallinnie. Jednocześnie w 1939 r. został zastępcą przewodniczącego Stowarzyszenia Pomocy Nauki Doszkolnej. Po zajęciu Estonii przez Armię Czerwoną latem 1940 r., wyjechał do Niemiec. Był duszpasterzem w soborze św. Włodzimierza w Berlinie. Po ataku wojsk niemieckich na ZSRR 22 czerwca 1941 r., pełnił posługę duchową w obozach jenieckich dla czerwonoarmistów. Kolportował wśród nich materiały i literaturę religijną, organizował pomoc rzeczową, dostarczał produkty żywnościowe. Od lutego 1942 r. tymczasowo pełnił obowiązki proboszcza parafii św. Mikołaja w okupowanej Brukseli, zaś od sierpnia tego roku katedralnego soboru Zmartwychwstania Chrystusa w Berlinie. W maju 1944 r. powrócił do soboru św. Włodzimierza. Od jesieni 1944 r. aktywnie współuczestniczył w tworzeniu Komitetu Wyzwolenia Narodów Rosji (KONR). Objął funkcję wiceprezydenta Pomocy Ludowej Głównego Zarządu Cywilnego KONR. Jednocześnie stał na czele duchowieństwa Sił Zbrojnych KONR. Od początku 1945 r. pełnił posługę duchową w ruchomej (pochodowej) cerkwi zorganizowanej przy oficerskiej szkole ROA w Münsingen. Po zakończeniu wojny uniknął deportacji do ZSRR. Zamieszkał w Monachium. W 1946 r. został protoprezbiterem. W 1949 r. wyemigrował do USA, gdzie objął probostwo cerkwi Świętej Trójcy w Nowym Jorku. Jednocześnie został sekretarzem biskupa Jana (Szachowskiego). Zorganizował też miejscowy oddział Rosyjskiego Studenckiego Ruchu Chrześcijańskiego. W 1950 r. utworzył Fundację św. Serafina, zajmującą się zbieraniem i ochroną rosyjskiego dziedzictwa kulturalnego. W 1951 r. założył nową parafię prawosławną w Nowym Jorku, po czym został jej proboszczem. W 1970 r. przeszedł pod jurysdykcję Rosyjskiego Kościoła Prawosławnego poza granicami Rosji. W 1978 r. objął przewodnictwo Komisji ds. Obchodów 1000-lecia Chrztu Rusi. Wkrótce objął funkcję sekretarza metropolity Witalisa (Ustinowa). W 1991 r. zamieszkał w Monasterze Dońskim w Moskwie, gdzie posługiwał w różnych cerkwiach. Opowiadał się za podporządkowaniem Rosyjskiego Kościoła Prawosławnego poza granicami Rosji Patriarchatowi Moskiewskiemu. Według części źródeł przeszedł w jurysdykcję Patriarchatu Moskiewskiego, w wyniku czego został suspendowany przez metropolitę Witalisa. W 1998 r. przekazał jako dar cerkwi św. Męczennicy Tatiany przy Moskiewskim Uniwersytecie Państwowym ikonostas, przechowywany wcześniej w Nowym Jorku. W 1999 r. został odznaczony Orderem św. Innocentego z Alaski II klasy.